# BIO Deutschland
Die BIO Deutschland e.V. (ehemals Biotechnologie-Industrie-Organisation Deutschland e.V.) ist der Branchenverband der Biotechnologie-Unternehmen in Deutschland. Die Organisation hat die Rechtsform eines eingetragenen Vereins mit Sitz in Berlin.
BIO Deutschland wurde 2004 von einigen gesellschaftlich engagierten Unternehmern gegründet und gewann rasch weitere Mitglieder. Heute hat der Branchenverband rund 374 Mitglieder. Geleitet wird der Verband von einem zehnköpfigen Vorstand. Geschäftsführerin ist Viola Bronsema. Seit 2016 ist BIO Deutschland Mitglied im Bundesverband der Deutschen Industrie (BDI), dem Spitzenverband der deutschen Wirtschaft.
BIO Deutschland organisiert zusammen mit dem Arbeitskreis der BioRegionen die jährlichen Biotechnologietage, die sich zu einem  Branchentreffen mit jeweils rund 1000 Teilnehmern entwickelt haben. Die Biotechnologietage sind aus einer Begleitveranstaltung der BioRegio-Initiative hervorgegangen und finden jedes Jahr an wechselnden Orten in Deutschland statt.

## Auszeichnungen
Im Jahre 2014 verlieh die Deutsche Gesellschaft für Verbandsmanagement e.V. (DGVM) der BIO Deutschland den Titel „Verband des Jahres“ in der Kategorie „Reform und Management“. Mit diesem sog. DGVM INNOVATION AWARD werden Verbände ausgezeichnet, deren erfolgreiche Arbeit auf „einem zukunftsfähigen Konzept, hoher Veränderungsbereitschaft und herausragender Führungsqualität“ beruht.